# Zemendorf-Stöttera
Zemendorf-Stöttera (węg. Zemenye-Selegd) – gmina w Austrii, w kraju związkowym Burgenland, w powiecie Mattersburg. Liczy 1,27 tys. mieszkańców (1 stycznia 2014).